# USS Wateree (1863)
El USS Wateree fue un cañonero de ruedas de paletas estadounidense botado en 1863 y cuya fama se debe a haber sido el único navío que sobrevivió casi intacto al devastador terremoto y maremoto de Arica de 1868.

## Historial
El USS Wateree fue construido por los astilleros Reaney, Son & Archbold de Filadelfia para la Unión Navy a finales de la Guerra de Secesión y botado en 1863 como un cañonero de quilla plana, bajo calado y de propulsión de ruedas de paletas laterales para ríos navegables, lagos interiores y mar costero. Fue puesto en servicio en enero de 1864 y la Armada lo asignó para efectuar misiones transoceánicas, excediendo sus capacidades de diseño.  
En su viaje inaugural rodeó el continente americano por el océano Atlántico tocando puerto de Santo Tomás (Islas Vírgenes), Salvador de Bahía, Montevideo, cruzando por el tormentoso Cabo de Hornos hacia el Pacífico recalando en varios puntos del Archipiélago de los Chonos con el fin de reabastecerse de leña, para fondear en Castro (Isla de Chiloé) y más adelante en Talcahuano, donde tuvo que llegar navegando a vela y sin una pizca de carbón, en ese lugar pudo ser reabastecido. Posteriormente continuó hacía Valparaíso, El Callao, Guayaquil y Acapulco completando el tortuoso viaje en el puerto de San Francisco, California en noviembre de 1864.
Durante el viaje se evidenció que no estaba diseñado para altamar debido a su bajo francobordo, excesivo balanceo y cabeceo profundo sumado a un gran consumo de carbón requerido para mantener las calderas en funcionamiento lo que lo hizo que durante su travesía recalara constantemente en búsqueda de carbón y leña en puertos y caletas.
Una vez que arribó tuvo que ser reparado y su obra viva carenada para eliminar peso muerto. El USS Wateree fue asignado al Escuadrón del Sur en función de la diplomacia de cañonero para representar y proteger los intereses estadounidenses en los puertos de América Central (Panamá) y América del Sur hasta el Cabo de Hornos, so pretexto de eliminar la supuesta piratería y contrabando de esas aguas.
En mayo de 1865, el USS Wateree al mando del capitán Murray intervino en el golfo de Fonseca en El Salvador en defensa de ciudadanos estadounidenses y proestadounidenses cercados en una rebelión contra el gobierno del presidente Dueñas, asilando en su cubierta a varios ciudadanos salvadoreños rebeldes.
En octubre de ese mismo año, confundió al vapor chileno Maipo con el navío confederado CSS Shenandoah frente a las islas Chincha en Perú, evitándose un incidente a último minuto al identificarse oportunamente la primera nave.
En enero de 1866, el USS Wateree al mando del capitán Paulding actuó como observador neutral frente al bloqueo impuesto por la Armada Española al puerto de Valparaíso, no impidiendo el bombardeo de ese puerto chileno. Realizó en las cercanías de Chincha varios patrullajes para eliminar el contrabando de pertrechos a la Armada española y ayudó a petición del gobierno del Perú a sofocar una rebelión de chinos (culíes) sometidos a la esclavitud en la Isla del Medio (Islas Chincha).
En mayo de 1866 el USS Wateree, que se preparaba para actuar como observador neutral frente al Puerto del Callao ante el bloqueo de la Armada española, tuvo un infausto incidente que le pudo ser fatal, al remolcar un falucho que iba a la deriva y confiscar una supuesta carga de briquetas de carbón que iban a bordo de este, que resultaron ser una trampa explosiva destinada a los españoles. El descubrimiento accidental y a tiempo de los explosivos colocados dentro de las briquetas salvó al navío estadounidense de una fatal explosión.
En mayo de 1868, el USS Wateree junto al USS Fredonia se mantenían el El Callao cuando se declaró una epidemia de fiebre amarilla en la zona lo que obligó a su ahora capitán Guillins a retirarse hacía Arica, un puerto más hacia el sur.
El 13 de agosto de 1868, el USS Wateree al mando del capitán James. H. Guillins estaba al anclado en la rada del entonces puerto peruano de Arica junto al pontón USS Fredonia, los buques peruanos: el buque guanero  BAP Chañarcillo, BAP América, BAP Regalón; y el velero inglés HMS Chanacelia. El USS Wateree estaba más al norte del morro y frente al muelle de Arica. Su capitán Guillins dejó este relato:

“a las 5:05 PM... se sintió un ruido sordo acompañado de un movimiento trémulo del barco. Esto adquirió más fuerza rápidamente hasta que se hizo evidente que se estaba produciendo un terremoto inusualmente severo... Desde el puente vi que los edificios [de la ciudad] se derrumbaban y en menos de un minuto toda ella era sólo una masa de ruinas, con apenas alguna casa en pie... Como no había indicios de una salida de mar, a las 5:20 bajé a tierra y [pronto] el mar ya se estaba retirando. A las 5:32 el mar comenzó a levantarse rápidamente y el barco... comenzó a garrear, el molo se sumergió y el mar había llegado hasta las casas más cercanas a la playa. Al cabo de algunos minutos hubo un súbito reflujo y después de algunos minutos el mar volvió a crecer con fuerza. Ya era las 6 de la tarde, el Fredonia, la corbeta peruana América, la barca inglesa Chañarcillo y nuestro barco aun se mantenían en su lugar. 

Hubo otro reflujo y luego otra salida de mar por un corto tiempo después de esto. Entre las 6 y las 7 PM hubo otra tremenda crecida de mar... y cuando volvió a retroceder las cadenas rompieron sus escobenes [y partes de la cubierta] y el barco comenzó a derivar rápidamente pasando muy cerca de la isla Alacrán y el mar muy pronto comenzó a crecer otra vez... se cortó una de las cadenas y el barco derivó rápidamente hacia la playa. Cerca de las 6:55 el barco estaba en las rompientes y varias pesadas olas reventaron sobre él [causando otros fuertes daños]. Hubo varias marejadas después de esto y cerca de las 7:20 encalló cerca de un banco de tierra alto, a unos 400m desde y casi 4m sobre la línea de resaca.  
Luego otras marejadas llegaron al barco, pero sin fuerza para moverlo [excepto] hacer girar su proa hacia el mar. Fuertes réplicas se sintieron a cortos intervalos hasta la mañana siguiente. 

Hice medir la altura a la que llegaron las subidas de mar y encontré que fue de 13m y el flujo de las olas llegó unos 3-4,5m más arriba.

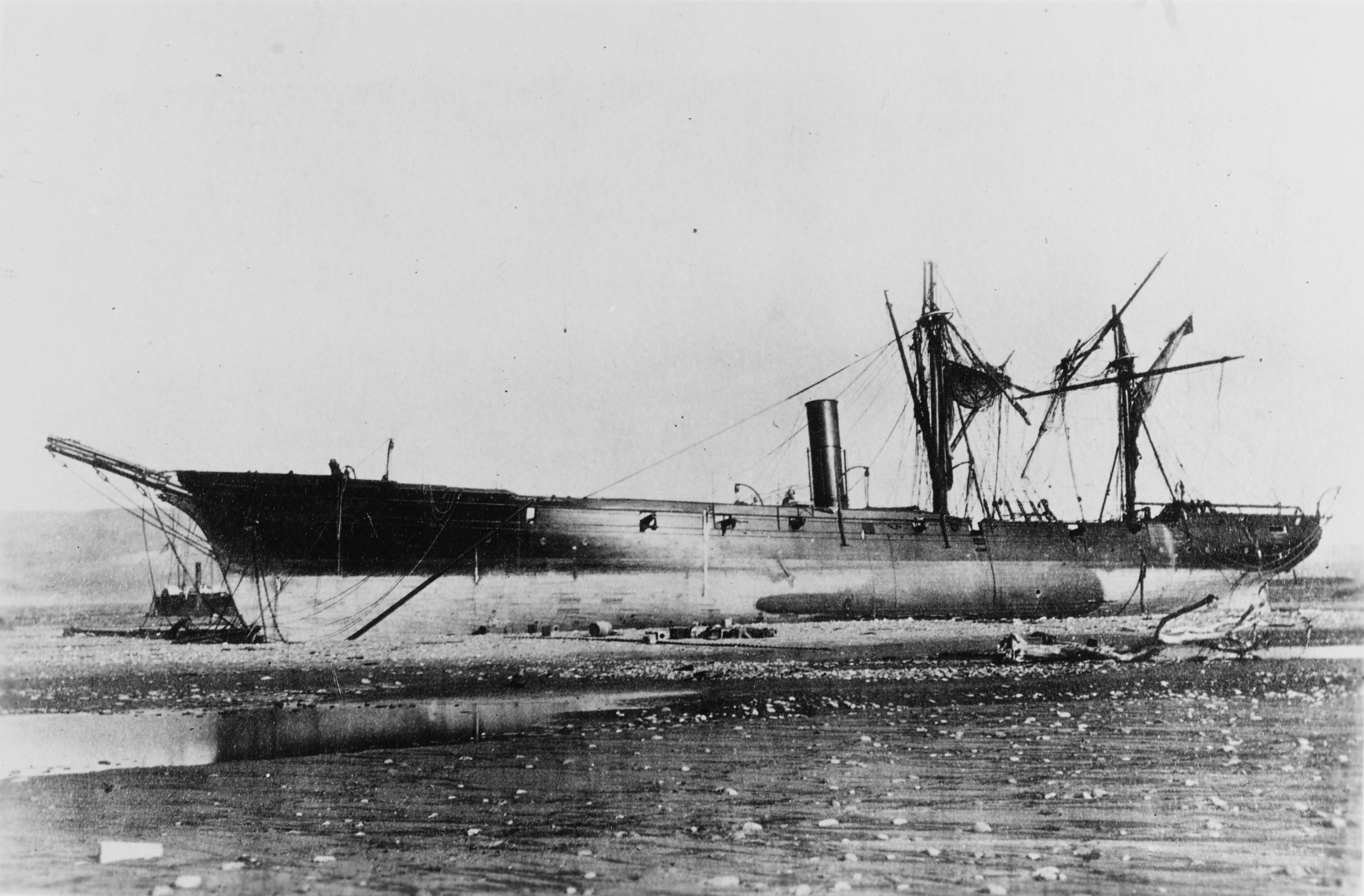
El BAP América semidestruido, el USS Wateree se observa al fondo.

A las 4 de la tarde, un terremoto grado 6 en la escala sismológica de Richter afectó al puerto de Arica cuyas construcciones, de adobe principalmente, se vinieron abajo causando muchas víctimas. El mar continuó tranquilo y los buques continuaban en su lugar, entonces a eso de las 7 de la noche el mar se retiró. El BAP América estando con los fuegos encendidos levó ancla e intentó ganar aguas profundas, el USS Wateree solo alcanzó a levantar ancla cuando el mar se retiró quedando varado sobre su quilla, lo mismo le sucedió a los otros buques, luego vino la tragedia cuando sobrevino un tsunami que hizo que la mayoría de los buques con casco de quilla redonda rodaran sobre sí mismos destruyéndose, mientras que el USS Wateree de casco plano fue impulsado unos 500 metros playa adentro quedando encallado sobre su quilla plana cerca del cerro Chuño y perdiendo solo un tripulante, mientras que el BAP América rodó sobre su casco destruyéndose parcialmente, quedando a unos 100 m del buque estadounidense y pereciendo todos sus tripulantes. El resto de los buques corrieron igual suerte.

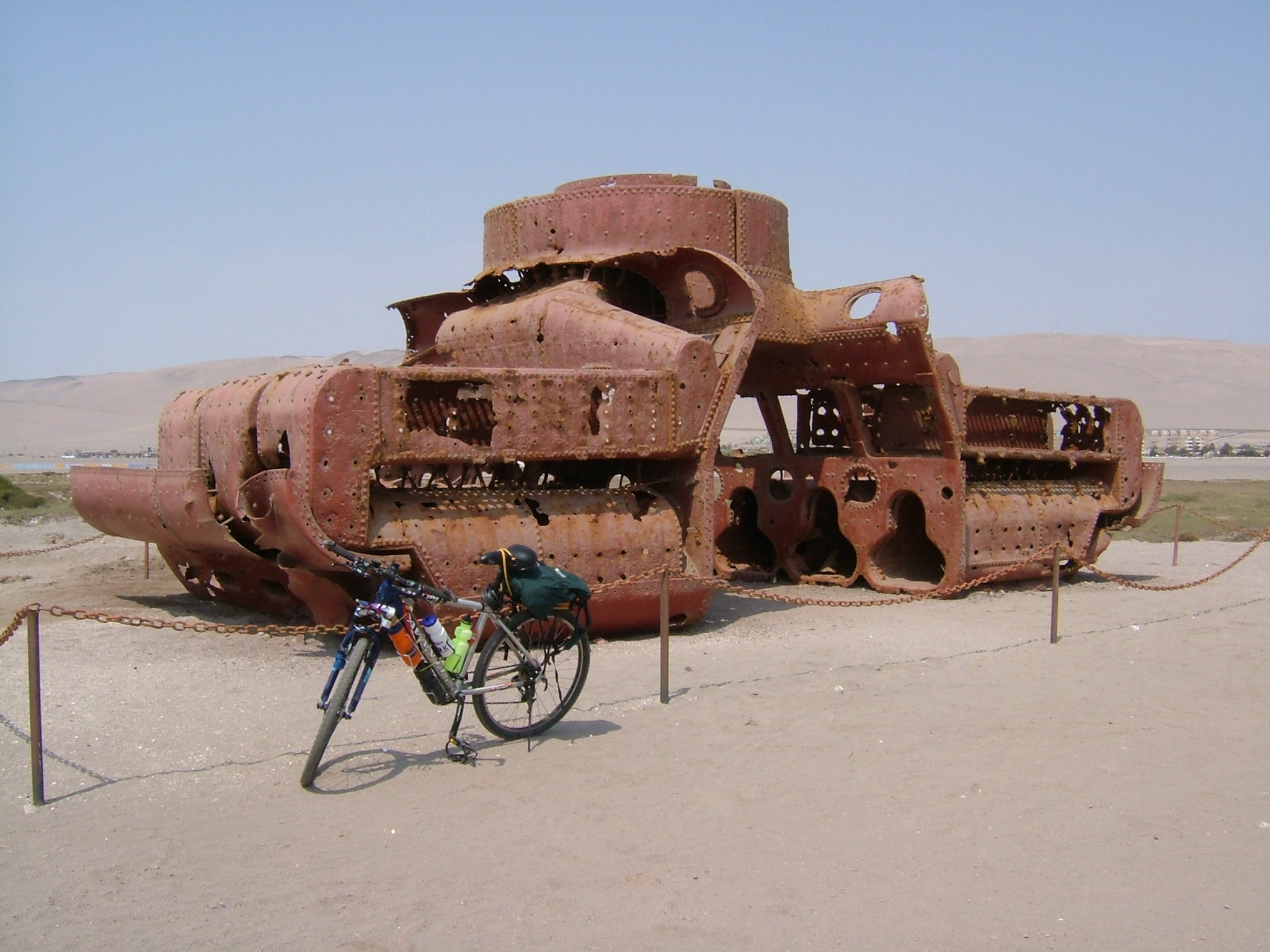
Restos de las calderas del USS Wateree en Arica.

El USS Wateree fue desmovilizado y desguazado en el lugar. Siendo vendido como una instalación en pie, su casco sirvió como hospital de campaña, hostería, hospital regular y almacén. Un nuevo sismo y tsunami en mayo de 1877 lo llevó hacia el mar y volvió a dejarlo semidestruido en la playa, siendo abandonado.
Su caldera de hierro todavía es visible en dicho lugar.